# 德克薩斯縣 (密蘇里州)
德克薩斯县（英語：Texas County）是美国密蘇里州南部的一個縣，面積3,054平方公里，是全州面積最大的縣。根據2020年美國人口普查，共有人口24,487人。縣治休士頓（Houston）。該縣成立於1843年2月17日（原名阿士利郡，1845年2月14日改名），縣名紀念德克萨斯共和国。